# 佛罗伦萨咏祷司铎宫
佛罗伦斯咏祷司铎宫（Palazzo dei Canonici a Firenze）是意大利佛罗伦斯的一座历史建筑，位于主教座堂广场南部。
该建筑高四层，其历史可以追溯到十九世纪初。1826-1830年由建筑师Gaetano Baccani建造。

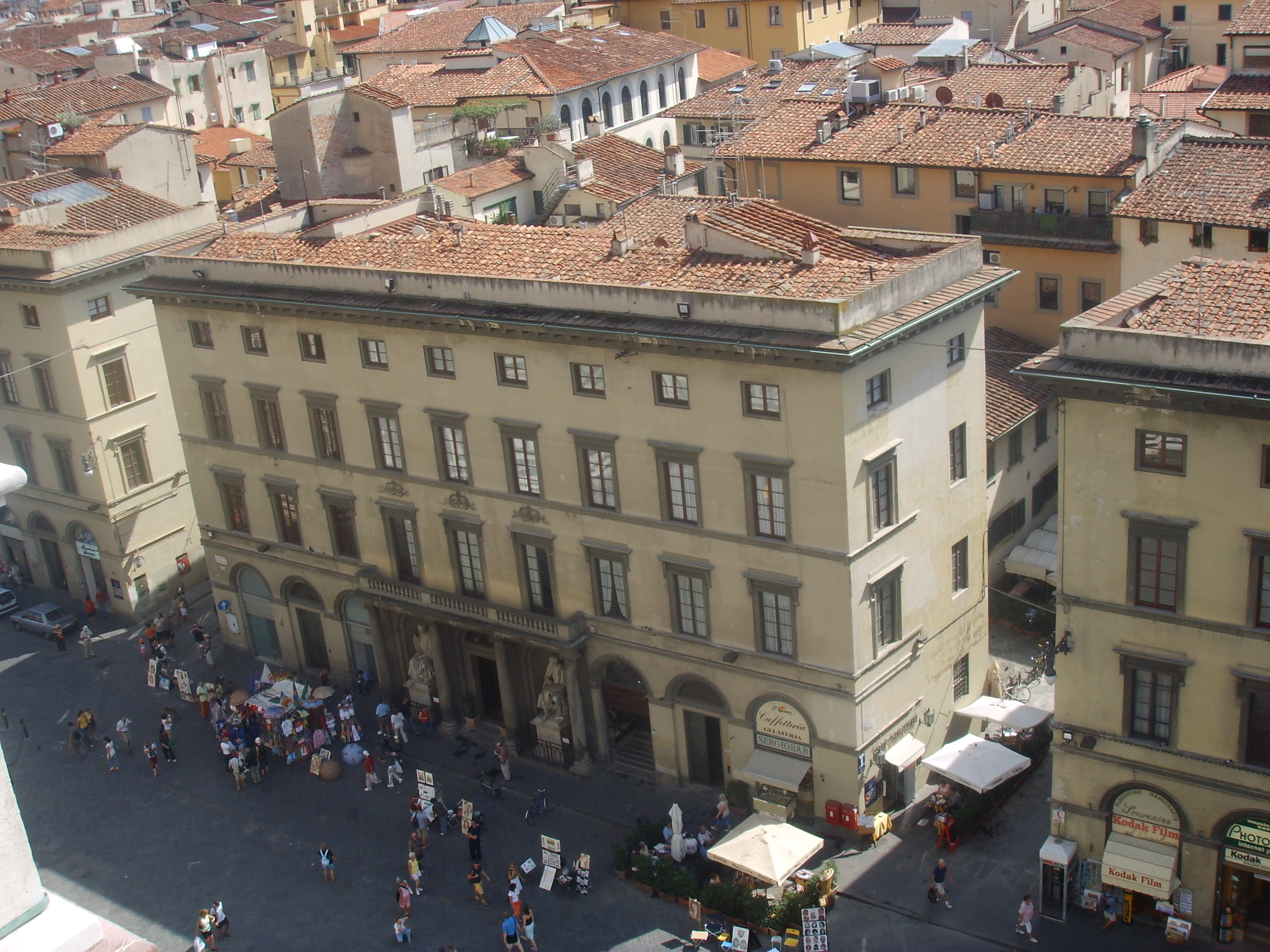
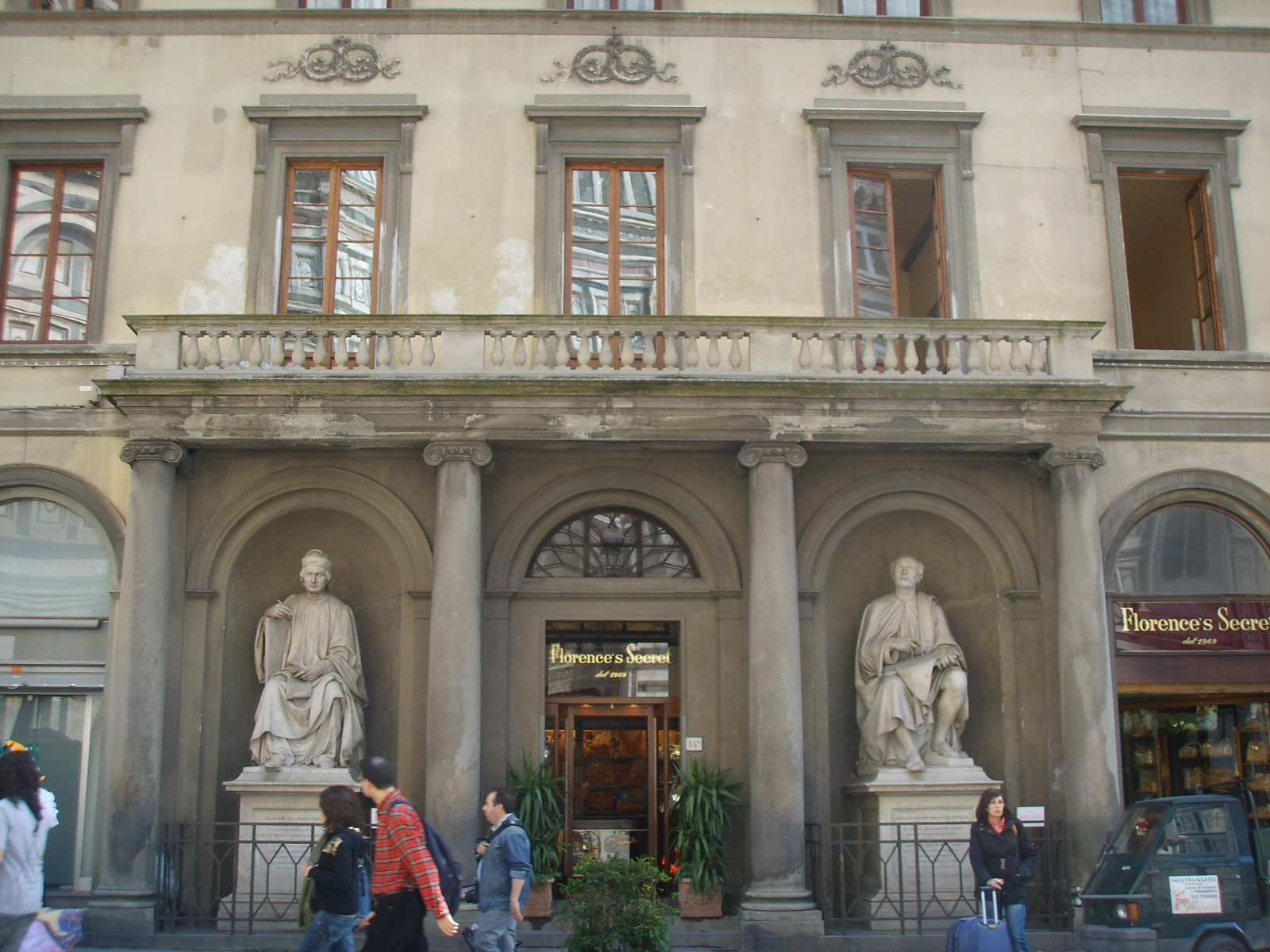
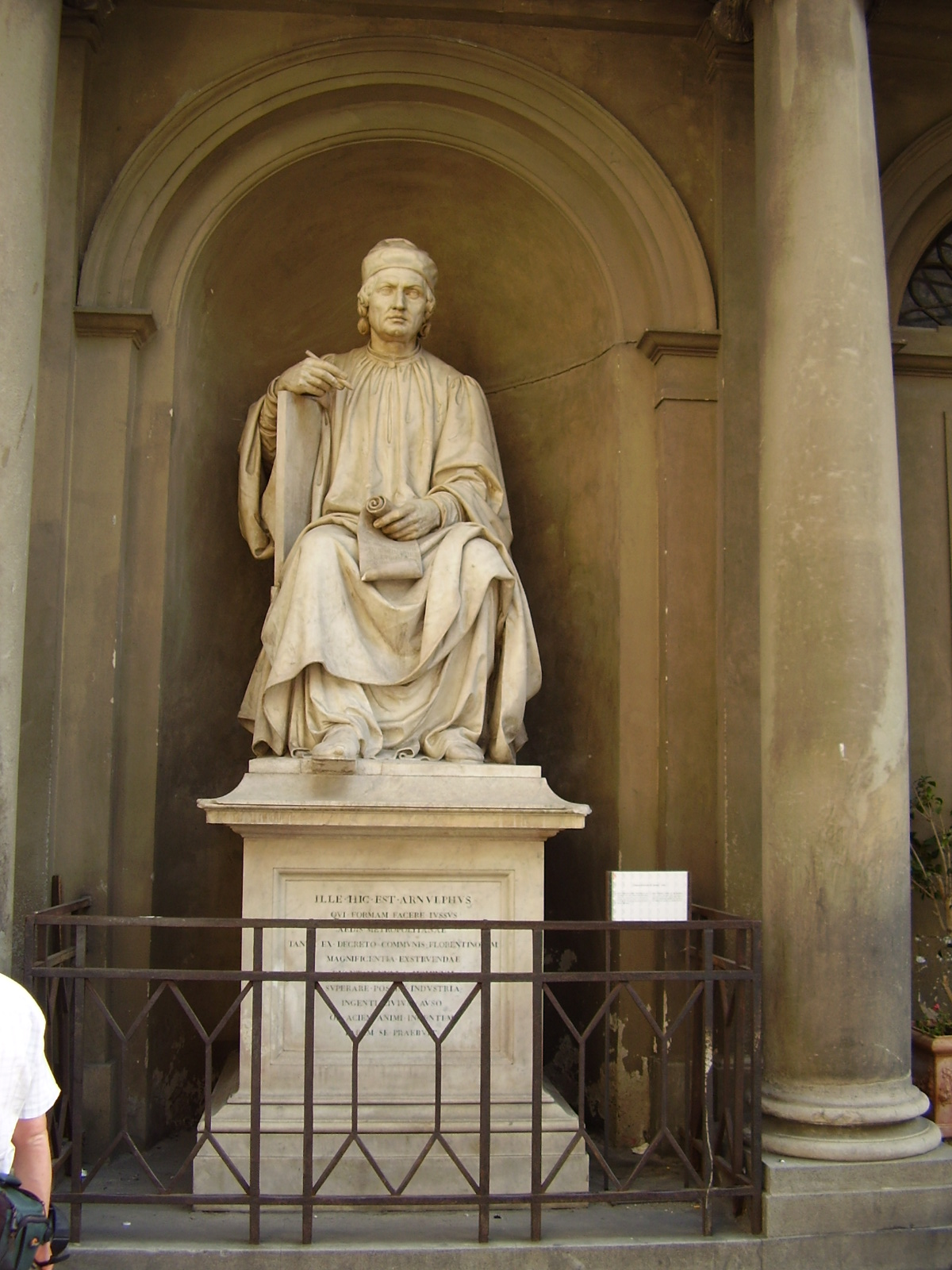
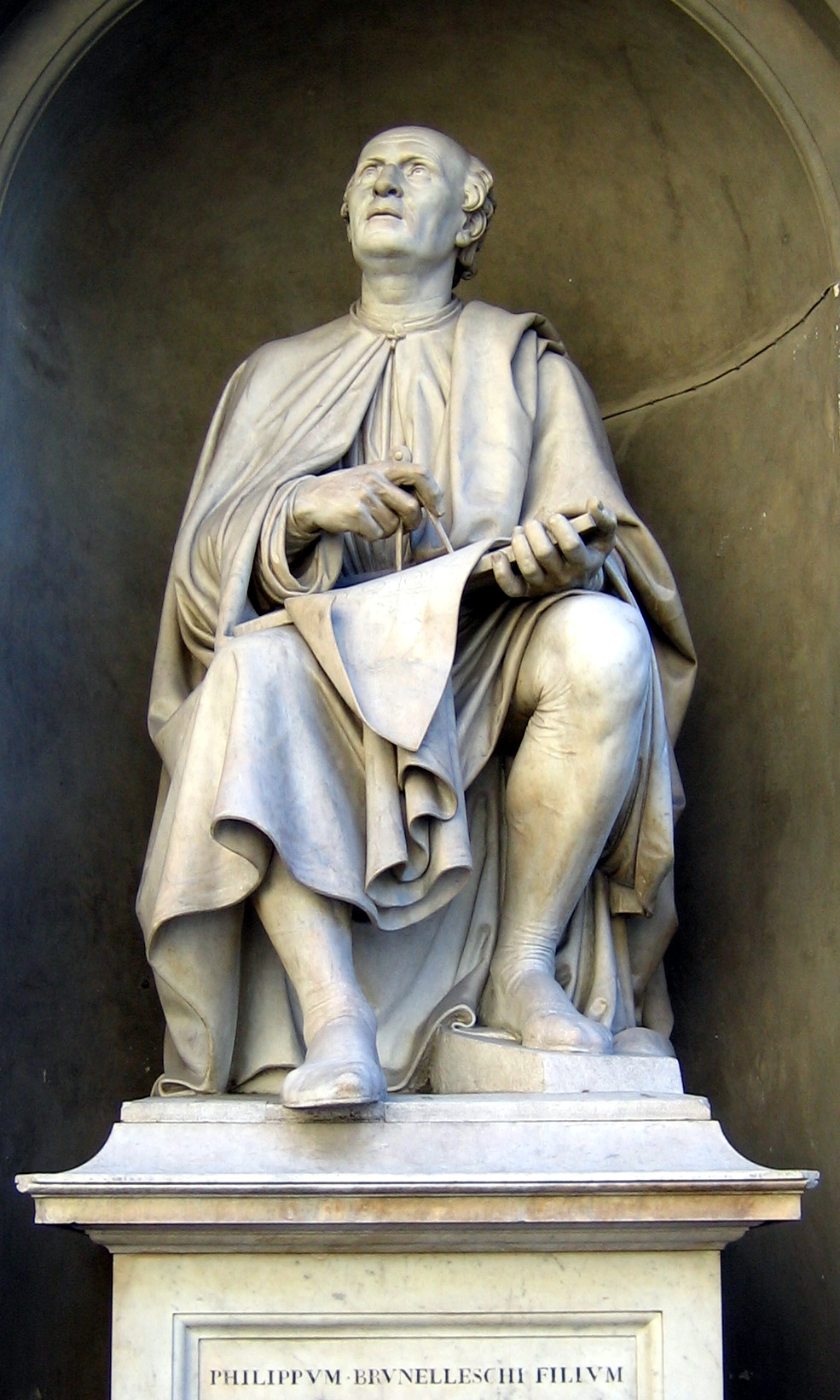